# Rožnov (Náchodi járás)
Rožnov település Csehországban, Náchodi járásban. Rožnov Černožice, Habřina, Zaloňov, Velichovky és Jaroměř településekkel határos. Lakosainak száma 383 fő (2024. január 1.).

## Népesség
A település lakosságának változását az alábbi diagram mutatja:
| Lakosok száma | 612  | 651  | 566  | 462  | 395  | 370  | 380  | 376  | 373  | 383  |
|               | 1869 | 1890 | 1921 | 1950 | 1980 | 2001 | 2017 | 2019 | 2022 | 2024 |